# Jorge Nicolau
Pour les articles homonymes, voir Nicolau.
Jorge Nicolau (ou Jordi Nicolau), né le 1er novembre 1937 à Vilafranca de Bonany et mort le 9 novembre 1991,, est un coureur cycliste espagnol.

## Biographie
Jorge Nicolau est le frère aîné du chanteur Tomeu Penya. En 1959, il finit quatrième de la course en ligne des Jeux méditerranéens. Il évolue ensuite au sein des équipes Kas puis Pinturas Ega, avec un statut de semi-professionnel. Durant cette période, il obtient son meilleur résultat lors de la saison 1961 en terminant deuxième du Tour de Catalogne. Il se classe également neuvième d'une étape du Tour d'Espagne en 1962, ou encore deuxième d'une étape du Tour du Levant et quatrième du Tour d'Andalousie en 1963. 
Il meurt en 1991 dans un accident de la circulation, alors qu'il roulait à vélo sur son île natale de Majorque. Particulièrement touché par ce décès, son frère Tomeu Penya lui a rendu hommage dans une chanson.

## Palmarès
- 1961
  - Prueba Legazpia
  - 1rea étape du Tour du Levant (contre-la-montre par équipes)
  - 2e du Circuit du Morbihan
  - 2e de la Prueba Loinaz
  - 2e du Tour de Catalogne

## Résultats sur les grands tours

### Tour d'Espagne
2 participations
- 1962 : 38e
- 1963 : 58e